# 鰐〜ワニ〜
『鰐〜ワニ〜』（原題：악어）は、1996年の韓国映画。

## ストーリー
漢江に架かる橋の下で暮らす浮浪者ヨンペ(チョ・ジェヒョン)は川に投身自殺した人の遺品を巻き上げて生活する卑劣な男。ある日、川に身を投げたヒョンジョン(ウ・ユンギョン)を助けたヨンペは彼女を強姦するが、ヒョンジョンはヨンペと暮らす老人(チョン・ムソン)や少年(アン・ジェフン)と同居するようになる。

## キャスト
- ヨンペ(ワニ)：チョ・ジェヒョン
- ヒョンジョン：ウ・ユンギョン
- 老人：チョン・ムソン
- 少年：アン・ジェフン
- ジュノ：ヤン・ドンジェ